# 三条基定
三条 基定（さんじょう もとさだ）は、平安時代後期から鎌倉時代前期にかけての公卿。非参議従三位、修理大夫。父は正四位下左中将三条成定。母は法眼行仁の母。

## 修理大夫に抜擢される
大炊御門家の傍流であったため、前半生は目ぼしい官職に就くことができなかったが、晩年には左大臣九条良平の推挙により修理大夫に補任された。

## 経歴
以下、『公卿補任』、『尊卑分脈』の内容に従って記述する。
- 建仁3年（1203年）8月21日、侍従に任ぜられる[1]。
- 建仁4年（1204年）1月5日、従五位上に昇叙。
- 承元元年（1207年）2月13日、阿波権介を兼ねる。同日、右少将に任ぜられる。
- 承元4年（1210年）1月5日、正五位下に昇叙。
- 建保元年（1213年）1月6日、従四位下に昇叙。
- 建保7年（1219年）1月5日、従四位上に昇叙[2]。
- 承久3年（1221年）1月13日、正四位下に昇叙[3]。
- 嘉禄2年（1226年）8月14日、皇后宮亮を兼ねる。
- 嘉禄3年（1227年）2月22日、皇后宮亮を止める[4]。同年10月4日、修理大夫に任ぜられる[5]。
- 寛喜元年（1229年）3月20日、従三位に叙される[6]。修理大夫は元の如し。
- 寛喜3年（1231年）4月14日、修理大夫を止める[7]。
- 嘉禎2年（1236年）9月26日、出家。法名真願。
- 嘉禎3年（1237年）11月1日、逝去。享年67。

## 系譜
- 父：三条成定
- 母：法眼行仁の娘
- 妻：不詳
  - 男子：三条能定
  - 男子：三条経成
  - 女子：九条基家室 - 月輪良基の母